# Kanton Châteauroux-3
 Châteauroux-3  is een kanton van het Franse departement Indre. Het kanton maakt deel uit van het arrondissement Châteauroux.    

In 2020 telde het 17.802 inwoners.

Het kanton werd gevormd ingevolge het decreet van 18 februari 2014 met uitwerking op 22 maart 2015 met Châteauroux als hoofdplaats. 

## Gemeenten
Het kanton omvat enkel een (zuidelijk) deel van de gemeente Châteauroux.